# Peridiospora tatachia
Peridiospora tatachia är en svampart som beskrevs av C.G. Wu & Suh J. Lin 1997. Peridiospora tatachia ingår i släktet Peridiospora och familjen Endogonaceae.   Inga underarter finns listade i Catalogue of Life.